# 恆星核心
恆星核心是恆星中心的極熱、緻密區域。對於普通的主序星來說，核心是溫度和壓力條件允許通過氫經由核融合生成氦並產生能量的區域。這種能量反過來抵消了恆星質量向內擠壓的力量；自我維持熱和流體靜力平衡條件的過程。恆星氫融合所需的最低溫度超過107 K (10 MK)，而太陽核心的密度已經超過100 g/cm3。核心被恆星的外殼包圍，恆星外殼將能量從核心輸送到恆星大氣層，並從那裡輻射到太空。

## 主序帶

高質量主序星恆星有對流核心，中等質量恆星有輻射核心，低質量恒星是完全對流的。

主序星的特徵在於其中心區域的主要能量產生機制，該機制通過核融合將四個氫原子核結合形成一個氦原子核；太陽就是這類恆星的一個例子。一旦形成太陽質量的恆星，核心區域在大約1億（108）年就會變得具有輻射性
。這意味著產生的能量通過輻射和傳導而不是以對流的形式通過質量輸運離開核芯。在這個球形的輻射層之上，有一個小的對流層，就在外層大氣層之下。
在較低的恆星質量下，外層對流殼層在外殼中所占的比例越來越大，而對於質量約為0.35 M☉（太陽質量的35%）或更小的恆星（包括失敗的恒星），整顆恆星，包括恆心區域都是對流的。這些質量極低的恒星（VLMS）佔據M型主序星的晚期恆星，或紅矮星。VLMS是銀河系恆星的主要組成部分，占總恆星的70%以上。VLMS範圍的低質量端達到約0.075 M☉，低於該值就不會發生普通的（非氘）氫融合，該天體被命名為棕矮星。VLMS核心區的溫度隨著質量的降低而降低，但密度則增加。對於一顆質量為0.1 M☉的恆星，其核心溫度約為5 MK，而密度在500 g cm−3。即使在溫度範圍的低端，核心區域中的氫和氦也被完全電離。

以對數呈現的不同溫度（T）下質子-質子鏈（p-p）、碳氮氧循環（CNO）和3氦的核融合過程的相對能量輸出（ε）。虛線顯示了恆星內p-p和CNO過程的綜合能量產生。

在約1.2 M☉以下，恆星核心的能量生產主要通過質子-質子鏈反應，這是一個只需要氫氣的過程。對於質量在1.2 M☉以上的恆星，能量的產生越來越多地來自碳氮氧循環，這是一種使用碳、氮和氧原子為媒介的氫融合過程。在太陽，只有1.5%的淨能量的來自碳氮氧循環。對質量為 1.5 M☉的恆星，核心的溫度達到18 MK，一半的能源生產來自碳氮氧循環，一半來自質子-質子鏈（p-p鏈）。碳氮氧循環過程對溫度的反應比質子-質子鏈更敏感，大部分能量的產生都發生在恆星的中心附近。這導致更强的熱梯度，從而產生對流不穩定性。因此，核心區域對質量大約1.2 M☉以上的恆星是對流區。
恆星的質量無論多寡，隨著核心氫的消耗，溫度會升高，以保持壓力平衡。這導致能量產生率的增加，進而導致恆星的光度增加。因此，核心氫融合相的壽命隨著恆星質量的增加而减少。對於一顆質量與太陽相當的恆星來說，這個生命期大約是100億年。對質量為5 M☉的恆星，其壽命約為6,500萬年，而質量為25 M☉的恆星，核心的氫融合只能持續600萬年。壽命最長的恆星是完全都是對流區的紅矮星，它們可以在主序帶上停留數千億年或更長時間。

## 次巨星
一旦恆星將核心中的所有氫轉化為氦，核心就無法再支撐自己，並開始坍塌。坍塌使它變熱，當變得足够熱時，核心外殼中的氫開始融合。核心繼續坍塌，恆星的外層膨脹。在這個階段，恆星成為次巨星。但質量非常低的恆星，因為它們完全是對流區，所以永遠不會成為次巨星。
質量在大約0.4 M☉和1 M☉之間的恆星在主序帶時有小的非對流核心，在次巨星分支階段時形成厚的氫殼層。它們在次巨星分支上花費了數十億年的時間，氦核的質量隨著氫殼層的融合而緩慢增加。最終，核心退化，恆星膨脹到紅巨星分支上。
質量較高的恆星在主序星上至少有部分對流的核心，在整個對流區域排出氫氣之前，它們會形成一個相對較大的氦核心，並且可能由於對流過沖而在更大的區域排出氫氣。當核心的核融合停止時，核心開始坍塌，它如此之大，以至於引力實際上會使恆星的溫度和亮度升高數百萬年，直到它變得足够熱，點燃氫殼層。一旦氫開始在外殼中融合，恆星表面就會因膨脹而冷卻，並被認為是次巨星。當恆星的核心不再進行核融合，但其溫度由周圍殼層的氫融合維持時，就會有一個稱為舍恩伯格-錢德拉塞卡極限質量上限。當質量超過這個上限時，核心坍塌，恆星的外層迅速膨脹，成為紅巨星。在大約2 M☉的恆星中，這種情況發生在恆星成為次巨星後的幾百萬年。質量大於2 M☉的恆星在離開主序帶之前，其核心質量都在施恩伯格-錢德拉塞卡極限之上。

## 巨星

恆星在主序帶、紅巨星分支和水平分支上的結構差異。

低質量恆星0.25 M☉核心的氫供應一但耗盡後，它將離開主序列和沿著赫羅圖的紅巨星分支演化。 那些質量高達1.2 M☉的恆星將收縮其核心與沿著次巨星分支演化，直到惰性氦核心周圍的氫殼層開始通過pp鏈融合。這一過程將穩步增加氦核的質量，導致氫融合外殼的溫度升高，直到它能够通過碳氮氧循環產生能量。由於碳氮氧循環的溫度敏感性，這種氫融合外殼將比以前更薄。1.2 M☉以上的非核心對流恆星，它們通過碳氮氧循環過程消耗了核心的氫，收縮了核心，並直接演化到巨星階段。氦核質量和密度的增加將導致恆星在向紅巨星分支演化時尺寸和亮度的增加。
對於質量範圍為0.4–1.5 M☉的恆星，氦核在熱到足以讓氦開始融合之前就變成了簡併物質。當氦核心處在簡併態的密度足够高時，大約10×106 g cm−3與溫度約10×108 K，它會經歷了一次被稱為「氦閃」的核爆炸。因為釋放的能量完全被用來將核心從電子簡併態提升到正常的氣體狀態，這一事件在恆星外沒有觀察到。氦融合的核心膨脹，密度降至約103 − 104 g cm−3，而恆星的外殼發生收縮。該恆星現在位於水平分支上，光球的光度迅速下降，同時表面有效溫度增加。
在具有核心對流的質量更大的主序星中，核融合產生的氦在整個對流區混合。一但核心氫被消耗掉，它就有效地在整個對流區域內被耗盡。在這一點上，氦核開始收縮，與周圍的外殼一起開始氫融合，然後穩定地向惰性核添加更多的氦。質量超過2.25 M☉的恆星，在啟動氦融合之前，核心不會簡併。因此，隨著恆星年齡的增長，核心繼續收縮和加熱，直到中心可以保持3氦過程，將氦融合成碳。然而，在這個階段產生的大部分能量仍然來自外殼的氫融合
質量超過10 M☉的恆星，當其結束主序列時，核心的氦融合立即開始。氦核周圍形成兩個氫融合外殼：薄的碳氮氧循環內殼層和pp鏈的外殼層。